# ليندا مكزين
ليندا مكزين هي لاعبة جودو جزائرية وُلدت في 8 أكتوبر 1975، ومثلت الجزائر في دورة الألعاب الأولمبية الصيفية عام 1996 في منافسات الوزن أقل من 52 كيلوغرام.

## المشاركات والميداليات
شاركت ليندا مكزين في عدة نسخ من بطولة إفريقيا للجودو، وحصدت منها العديد من الميداليات كان آخرها الميدالية الفضية التي فازت بها في منافسات الوزن أقل من 52 كيلوغرام للسيدات في بطولة إفريقيا للجودو عام 2005، كما شاركت في دورة الألعاب الإفريقية عام 1999، والتي أقيمت في مدينة جوهانسبرغ بجنوب إفريقيا، وحصلت منها على الميدالية الفضية في منافسات الوزن أقل من 57 كيلوغرام للسيدات. وفي عام 1996 شاركت ليندا مكزين في دورة الألعاب الأولمبية الصيفية التي أقيمت في مدينة أتلانتا بالولايات المتحدة الأمريكية. 
شاركت ليندا مكزين أيضًا في دورة ألعاب البحر الأبيض المتوسط في أعوام 1997 و2001 و2005 وحصدت منها ثلاث ميداليات برونزية. ويوضح الجدول التالي أهم المُسابقات والبطولات التي شاركت فيها ليندا مكزين، وأبرز الميداليات والألقاب التي حققتها في البطولات والمسابقات المختلفة:
| العام | المسابقة                       | المكان                              | المنافسات                        | الترتيب/الميدالية                   |
| ----- | ------------------------------ | ----------------------------------- | -------------------------------- | ----------------------------------- |
| 1996  | بطولة إفريقيا للجودو           | جوهانسبرغ، جنوب إفريقيا             | الوزن أقل من 52 كيلوغرام للسيدات | المركز الأول (الميدالية الذهبية)    |
| 1996  | دورة الألعاب الأولمبية الصيفية | أتلانتا، الولايات المتحدة الأمريكية | الوزن أقل من 52 كيلوغرام للسيدات | لم تتأهل                            |
| 1996  | بطولة العالم للجودو 1996       | ساغينيه، كندا                       | الوزن أقل من 56 كيلوغرام للسيدات | المركز الثالث (الميدالية البرونزية) |
| 1997  | بطولة إفريقيا للجودو           | الدار البيضاء، المغرب               | الوزن أقل من 56 كيلوغرام للسيدات | المركز الأول (الميدالية الذهبية)    |
| 1997  | ألعاب البحر الأبيض المتوسط     | باري، إيطاليا                       | الوزن أقل من 56 كيلوغرام للسيدات | المركز الثالث (الميدالية البرونزية) |
| 1998  | بطولة إفريقيا للجودو 1998      | داكار، السنغال                      | الوزن أقل من 57 كيلوغرام للسيدات | المركز الثاني (الميدالية الفضية)    |
| 1999  | الألعاب الإفريقية              | جوهانسبرغ، جنوب إفريقيا             | الوزن أقل من 57 كيلوغرام للسيدات | المركز الثاني (الميدالية الفضية)    |
| 2000  | بطولة إفريقيا للجودو           | الجزائر العاصمة، الجزائر            | الوزن أقل من 57 كيلوغرام للسيدات | المركز الثالث (الميدالية البرونزية) |
| 2001  | ألعاب البحر الأبيض المتوسط     | تونس العاصمة، تونس                  | الوزن أقل من 57 كيلوغرام للسيدات | المركز الثالث (الميدالية البرونزية) |
| 2001  | بطولة إفريقيا للجودو           | طرابلس، ليبيا                       | الوزن أقل من 57 كيلوغرام للسيدات | المركز الثاني (الميدالية الفضية)    |
| 2005  | ألعاب البحر الأبيض المتوسط     | المرية، إسبانيا                     | الوزن أقل من 52 كيلوغرام للسيدات | المركز الثالث (الميدالية البرونزية) |
| 2005  | بطولة إفريقيا للجودو           | أنتاناناريفو، مدغشقر                | الوزن أقل من 52 كيلوغرام للسيدات | المركز الثاني (الميدالية الفضية)    |